# Kemusan
Kemusan (chinesisch 科目三) oder Guangxi kemusan (廣西科目三 / 广西科目三) ist ein Tanz, der aus der Autonomen Region Guangxi der Zhuang der Volksrepublik China stammt. Im Oktober 2023 wurde eine Version des Tanzes zu dem Lied Yi xiao Jiang Hu (一笑江湖, etwa: „Lachen in Jiang Hu“) auf Internetplattformen populär und hat seitdem zahlreiche Nachahmungen hervorgebracht, die ihn auch außerhalb des chinesischen Festlandes populär machen.
Kemusan ist ursprünglich eine Abkürzung für ein Prüfungsfach bei der Führerscheinprüfung in der Volksrepublik China. In Guangxi gibt es ein Sprichwort, das besagt, dass „ein Guangxi-Mensch drei Fähigkeiten haben sollte: Die erste ist, Shange-Lieder zu singen, die zweite, Reisnudeln zu essen und die dritte, das Tanzen“.